# Шохакн
Шохакн (вірм. Շողակն) — село в марзі Арагацотн, у центрі Вірменії. Село розташоване за 23 км на південний схід від міста Апарана, 31 км на північний схід від міста Аштарака, за 2 км на півнычний схід від села Єрнджатап.